# Амири, Вахид
Вахид Амири (перс. وحید امیری‎; род. 2 апреля 1988, Боруджерд, Лурестан) — иранский футболист, нападающий клуба «Персеполис» и сборной Ирана.

## Клубная карьера
Амири — воспитанник лурестанских клубов «Датис Лурестан» и «Ковсар Лурестан».
В 2010 году перешёл в клуб «Гахар Загрос», за который сыграл один сезон.
В 2011 году перешёл в клуб «Нафт МИС», за который сыграл 48 матчей забил 2 гола.
В 2013 году перешёл в клуб «Нафт Тегеран». 25 июля 2013 года дебютировал за новую команду в матче против клуба «Фаджр Сепаси». 6 августа 2013 года забил первый гол за команду в матче против клуба «Дамаш Гилан». 17 февраля 2015 года дебютировал в Лиге чемпионов АФК в матче против катарского клуба «Аль-Джаиш». 7 апреля 2015 года забил первый гол в Лиге чемпионов АФК в матче против саудовского клуба «Аль-Шабаб».

## Международная карьера
4 января 2015 года дебютировал за сборную Ирана в товарищеском матче против сборной Ирака.

## Статистика
| Сезон           | Клуб            | Дивизион        | Лига  | Лига | Кубок | Кубок | Континентальные | Континентальные | Всего | Всего |
| Сезон           | Клуб            | Дивизион        | Матчи | Голы | Матчи | Голы  | Матчи           | Голы            | Матчи | Голы  |
| --------------- | --------------- | --------------- | ----- | ---- | ----- | ----- | --------------- | --------------- | ----- | ----- |
| 2011/12         | Нафт МИС        | Лига Азадеган   | 23    | 2    | 1     | 0     | 0               | 0               | 24    | 2     |
| 2012/13         | Нафт МИС        | Лига Азадеган   | 25    | 0    | 1     | 0     | 0               | 0               | 26    | 0     |
| 2013/14         | Нафт Тегеран    | Про-лига        | 26    | 2    | 2     | 0     | 0               | 0               | 28    | 2     |
| 2014/15         | Нафт Тегеран    | Про-лига        | 25    | 4    | 2     | 0     | 11              | 2               | 38    | 6     |
| 2015/16         | Нафт Тегеран    | Про-лига        | 11    | 2    | 0     | 0     | 0               | 0               | 11    | 2     |
| Всего в карьере | Всего в карьере | Всего в карьере | 110   | 12   | 6     | 0     | 11              | 2               | 127   | 14    |